# 栃木県立壬生高等学校
栃木県立壬生高等学校（とちぎけんりつみぶこうとうがっこう）は、栃木県下都賀郡壬生町藤井にある高等学校。男女共学。
地元壬生町の生徒も通学しているが、東武宇都宮線を利用し栃木市や宇都宮市から通学してきている生徒が多くなってきている。
レスリング部は、関東大会や全国大会に出場するなど数々の実績を残している。
2年次からは、コース別学習が行われていて生徒の進路の希望に合わせてきめ細かいカリキュラムでの授業が実現されている。
以前は、就職や専門学校に進む生徒が多かったが近年では推薦入試などを活用して東京の中堅私立大学に進学する生徒も増えている。また、一部の生徒は国公立大学にも進学する。

## 設置学科
- 普通科

## 概要

### 所在地
- 栃木県下都賀郡壬生町藤井1194

### 交通
- 東武鉄道宇都宮線 壬生駅下車、徒歩20分

### 学区
かつては下都賀学区（下都賀郡壬生町・小山市・下野市・栃木市・河内郡上三川町・下都賀郡野木町）に属しており、上記以外の県内市町からは定員の25%まで入学が認められていた（ただし、宇都宮市からは制限なく入学することができた）。学区制度は2014年度入試（2015年度入学生）より廃止された。

## 指標
自律創造・敬信快活

## 沿革
- 1962年2月27日 - 創立
- 1963年4月1日 - 校歌・校旗制定

## 著名な出身者
- 彩羽真矢 - 元宝塚歌劇団宙組男役
- 大島優子 - 女優（元AKB48）
- くしまちみなと - 小説家
- 佐藤勉 - 政治家
- サトウヒロコ - シンガーソングライター
- 十河正博 - サッカー審判員
- 後村祐樹 - フットサル選手
- 船越光子 - レスリング選手
- よしなま - YouTuber

## コース
2・3年からはコース別学習が導入される。
- 人文コース-文科系の学問分野に関わる基礎的な学力を養う。
- 数理コース-理科系の学問分野に関わる基礎的な学力を養う。
- 情報ビジネスコース-情報関係の知識・技術を身につける。
- 福祉総合コース-福祉、介護の基礎的な知識・技術を身につける。

　尚、福祉総合コースは看護系、福祉保育系に分かれる。
- 文化創造コース-
- 生活デザインコース-生活や環境に関わる課題を解決する態度、能力を身につける。